# 血觀音
《血觀音》（英語：The Bold, the Corrupt, and the Beautiful）是一部於2017年11月24日上映的犯罪懸疑電影。由楊雅喆自編自導，惠英紅、吳可熙、文淇領銜主演。此片獲得第54屆金馬獎最佳劇情片，並讓惠英紅與文淇分別獲得第54屆金馬獎最佳女主角獎與最佳女配角獎。劇中可說是臺灣時事元素大集合，如泰緬孤軍、馬王政爭、劉邦友血案、江南案、林宅血案、八德鄉滅門血案、湯英伸案、鄭太吉案、伍澤元案、高玉樹之子冥婚案、新瑞都案等元素都在內。

## 創作源起
這部片的創作理念「沒有愛的世界」起源於2007年楊導演一次田野調查中，得知某國小的家長因為不希望自己的孩子與愛滋病的病童同校，集結全校家長連署，要求將病童趕出學校。楊導演認為如此的動作反而會導致孩子學習到扭曲的行為，開始以此為主軸設計劇中元素。再加上他想要探討主流創作中討論不多，但在政經關係中為地下交易穿針引線扮演重要職責的「白手套」角色，於是將劇情鎖定在棠家。

## 劇情
1990年代的臺灣，「棠府古董店」老闆娘棠夫人，為了政府的都市計畫案「彌陀計畫」向各方人士穿針引線，棠夫人獻了一尊名貴的觀音菩薩佛像，給國會龍頭「王院長」夫人，正值棠夫人盛讚佛像多麼珍貴稀有時，佛像的手卻意外斷裂......
廣東籍的棠夫人，篤信日本佛教真言宗，每天在曼荼羅前誦經，收藏佛教文物，相貌美艷、氣質高雅，臉上總帶著微笑，她的夫婿是國共戰爭失敗後，成為泰緬孤軍的棠姓將軍，棠將軍身故後，夫人與兩位女兒相依為命，夫人告訴大家，她的大女兒是熱情奔放的棠寧，二女兒是文靜懂事的棠真，一家三個女子在臺灣高雄縣彌陀鄉經營古董店為生。「棠府古董店」也成為上流社會聚會的好去處，掩蓋了棠夫人政商之間白手套的身份。
「彌陀計畫」牽扯的利益極為廣大，涉及此計劃的高雄縣議員兼農會理事長林慶堂一家，被人謀殺，幾乎滅門，本案震驚朝野，輿論沸騰。
事件爆發後，政府介入調查，原來林慶堂虧空了30億元臺幣，投資彌陀鄉秀山村，想要藉由「彌陀計畫」大炒地皮，政府卻轉而優先開發附近的麗水村......

## 演員列表

### 主要角色
| 角色名稱           | 演員姓名                      | 介紹 |
| 棠佘月影（棠夫人） | 惠英紅                        | 棠將軍的遺孀。「棠府古董店」的當家。 以古董商一職，掩飾政商白手套的實際身份，佛口蛇心，心腸歹毒，「彌陀計畫」炒地皮的參與者，卻藉「彌陀計畫」落地秀山失敗，私下大撈數十億，更以此鬥倒情人兼執政黨秘書長馮建剛的政敵王院長，支持馮建剛成為黨主席。殺害林慶堂一家的主謀。 |
| 棠寧               | 吳可熙                        | 棠夫人的大女兒。棠真的親生母親。 美麗奔放，為人狂野不羈，也吸食大麻等毒品、濫用藥物，長久以來作為棠夫人的棋子，四處設下美人局，以獲得利益或打敗敵人。生下棠真後，被迫隱瞞與棠真的母女關係，自稱為棠真的姐姐，反對棠真接受棠夫人關於送往迎來的教育。喜歡美術。後因不堪被棠夫人當成替罪羊而攜棠真、段義逃亡，最後棠夫人設計船爆炸而亡。 |
| 棠真               | 文淇（未成年） 柯佳嬿（成年） | 名義上是棠夫人的小女兒。實則為棠寧的女兒，棠夫人的外孫女。 對棠夫人言聽計從，表面純潔天真，其實城府頗深，仰慕閨密林翩翩的男友馬師王金山（Marco），也設法阻撓他們的戀情。在親生母親棠寧逃亡時，假意跟隨，卻密報此事予棠夫人，出賣棠寧。林翩翩死後，受王金山與林翩翩冥婚刺激，及棠夫人言語影響，棠真追上王金山所搭火車，意圖與其私奔，王金山非但不接納，性侵她後將她拋棄，棠真崩潰，跳軌自殺不成，從此截肢殘障。棠真長大後，將「棠府古董店」企業化，成為「盛棠集團」。非常痛恨棠夫人，在最後棠夫人年老病危時，用先進的醫療科技一直使其續命，活得沒有尊嚴。 |

### 其他角色
| 角色名稱      | 演員姓名     | 介紹 |
| 林翩翩        |              | 林慶堂的千金，心機頗深。表面與棠真友好，實際上對棠真不屑。與家中的馬師王金山（Marco）交往，兩人乍看之下非常甜蜜，事實上林翩翩一直扣住Marco的身分證來控制其自由。因棠真故意洩漏其交往情況而被迫與Marco分手。林家滅門血案中重傷未死，但後來在醫院病情危急時，因棠真故意不求救而亡。 |
| 廖隊長        | 傅子純       | 刑事局警官，「林家血案專案小組」的負責人，即將破案時，棠夫人派棠寧對他設下美人計，並以他的裸照、性愛照片加以威脅封口。 |
| 張特助        | 陳珮騏       | 許添發議長的秘書兼特別助理，人稱「密絲張」（英語，張小姐），派人謀殺辜獻忠。 |
| 王夫人        | 陳莎莉       | 立法院王院長夫人，「彌陀計畫」炒地皮的參與者，林議員等人希望拉攏的對象。 |
| 馮建剛        | 劉尚謙       | 執政黨秘書長，與王院長競選黨主席中，棠夫人實際支持的對象，棠夫人的情人。 |
| 林慶堂        | 尹昭德       | 高雄縣議會議員、高雄縣農會理事長，人稱「林桑」（日語，林先生），與棠夫人替王院長夫人舉辦畫展，「彌陀計畫」炒地皮的參與者。負責向農會超貸，以供應炒地皮的開銷，相當在意女兒林翩翩的感情狀況，後在滅門血案中死亡。                                                                  |
| 王院長        | 丁強         | 立法院院長，高雄縣人，與黨內秘書長馮建剛競選黨主席中。影射前立法院院長王金平。 |
| 劉縣長        | 林志儒       | 高雄縣縣長，「彌陀計畫」炒地皮的參與者。 |
| 劉夫人        | 王月         | 高雄縣長夫人，與棠夫人等人為姊妹淘，「彌陀計畫」炒地皮的參與者。 |
| 許添發        | 王偉六       | 高雄縣議會議長，「彌陀計畫」炒地皮的參與者。 |
| 辜獻忠        | 應蔚民       | 營建署的公務員，自稱「淫海小清流」，受議長等人賄賂要求將開發案選址在秀山，後因開發案拍板落地麗水而被自殺。 |
| 藤原聖子      | 大久保麻梨子 | 林慶堂之妻，日本人，與棠夫人等人為姊妹淘，「彌陀計畫」炒地皮的參與者。在外人面前佯裝自己聽不懂中文，卻能在滅門血案發生之前，用流利的中文與劉夫人溝通，後在滅門血案中死亡。 |
| 王金山(Marco) | 巫書維       | 林翩翩的男友，為臺東的原住民。林家的馬師。林家滅門血案當晚欲搭火車返鄉後又放棄，一度被警方鎖定為兇手，棠真幫他藏匿行蹤，案情大白後與林翩翩冥婚，嗣後搭火車返鄉時，拒絕棠真的私奔，反而在火車上性侵棠真。                                                                          |
| 家逵          | 顏毓麟       | 記者，棠夫人的義子，受棠夫人協助。 |
| 警政署長      | 劉士民       | 出身泰緬孤軍軍官，曾為棠將軍之部屬。 |
| 段忠          | 陳武康       | 緬甸殺手，廣東華僑，奉棠夫人指示，與段義做了林家血案，事後被棠夫人滅口。 |
| 段義          | 施名帥       | 緬甸殺手，廣東華僑，奉棠夫人指示與段忠做了林家血案，事後遭到棠夫人追殺，於是帶著棠寧、棠真逃亡，最後依然被棠夫人暗殺。 |
| 辜太太        | 黃舒湄       | 辜獻忠的老婆，辜被自殺後，跪求棠夫人代為伸冤。 |
| 刑警          | 張洋         | 廖隊長的部屬，「林家血案專案小組」的組員。 |
| 刑警          | 胡濤         | 廖隊長的部屬，「林家血案專案小組」的組員。 |
| 李特助        | 李銓         | 「盛棠集團」的特別助理。 |
| 楊秀卿        | 楊秀卿       | 友情演出，說書人，在現代念誦臺語勸世歌仔，講述棠家的「血觀音」故事，為講古串場。 |
| 說書人        | 儲見智       | 說書人，從旁協助楊秀卿老師。 |
| 歌手          | 秀蘭瑪雅     | 友情演出，晚宴的女歌手。 |
| 播報員        | 陳子見       | 友情演出，報導林家血案的新聞主播。 |

## 工作人員
- 導演：楊雅喆
- 編劇：楊雅喆
- 製片：劉蔚然
- 音樂：柯智豪
- 音效：杜篤之
- 攝影：陳克勤
- 燈光：葉明廣
- 剪輯：陳俊宏
- 美術：蔡珮玲
- 畫作：柳依蘭
- 造型：王佳惠
- 出品公司：中環國際娛樂事業股份有限公司、原子映象有限公司、高雄人、喆學影像製作有限公司
- 發行公司：双喜電影

## 獎項紀錄

### 第54屆金馬獎
| 年份 | 獲提名     | 獎項             | 結果 |
| ---- | ---------- | ---------------- | ---- |
| 2017 | 《血觀音》 | 觀眾票選最佳影片 | 獲獎 |
| 2017 | 《血觀音》 | 最佳劇情片       | 獲獎 |
| 2017 | 惠英紅     | 最佳女主角       | 獲獎 |
| 2017 | 文淇       | 最佳女配角       | 獲獎 |
| 2017 | 楊雅喆     | 最佳導演         | 提名 |
| 2017 | 楊雅喆     | 最佳原著劇本     | 提名 |
| 2017 | 蔡珮玲     | 最佳美術設計     | 提名 |
| 2017 | 王佳惠     | 最佳造型設計     | 提名 |

### 第37屆香港電影金像獎
| 年份 | 獲提名     | 獎項             | 結果 |
| ---- | ---------- | ---------------- | ---- |
| 2018 | 《血觀音》 | 最佳兩岸華語電影 | 提名 |

### 第20屆台北電影獎
| 年份 | 獲提名     | 獎項         | 結果 |
| ---- | ---------- | ------------ | ---- |
| 2018 | 陳俊宏     | 最佳剪輯獎   | 獲獎 |
| 2018 | 楊雅喆     | 最佳編劇獎   | 獲獎 |
| 2018 | 文淇       | 最佳女配角   | 獲獎 |
| 2018 | 《血觀音》 | 最佳劇情長片 | 提名 |

### 第18届华语电影传媒盛典
| 年份   | 獲提名 | 獎項       | 結果 |
| ------ | ------ | ---------- | ---- |
| 2018年 | 惠英红 | 年度女主角 | 獲獎 |

### 第18屆華語電影傳媒大獎
| 年份 | 獲提名 | 獎項       | 結果 |
| ---- | ------ | ---------- | ---- |
| 2018 | 惠英紅 | 最佳女主角 | 獲獎 |
| 2018 | 吳可熙 | 最佳女配角 | 提名 |

### 第9屆澳大利亞影視藝術學院獎
| 年份 | 獲提名     | 獎項         | 結果 |
| ---- | ---------- | ------------ | ---- |
| 2018 | 《血觀音》 | 最佳亞洲電影 | 提名 |

### 第20屆亞洲影評人協會獎
| 年份 | 獲提名 | 獎項       | 結果 |
| ---- | ------ | ---------- | ---- |
| 2018 | 惠英紅 | 最佳女主角 | 獲獎 |
| 2018 | 文淇   | 最佳女配角 | 提名 |

### 第6屆中國寧波慈溪電影節
| 年份 | 獲提名     | 獎項       | 結果 |
| ---- | ---------- | ---------- | ---- |
| 2018 | 《血觀音》 | 優秀電影獎 | 獲獎 |
| 2018 | 惠英紅     | 最佳女主角 | 提名 |

### 第9屆至十大華語電影節
| 年份 | 獲提名     | 獎項       | 結果 |
| ---- | ---------- | ---------- | ---- |
| 2018 | 《血觀音》 | 十佳電影   | 獲獎 |
| 2018 | 楊雅喆     | 年度導演   | 提名 |
| 2018 | 惠英紅     | 年度女主角 | 提名 |
| 2018 | 文淇       | 年度女配角 | 提名 |

### 第13屆大阪亞洲電影節
| 年份 | 獲提名     | 獎項     | 結果 |
| ---- | ---------- | -------- | ---- |
| 2018 | 《血觀音》 | 最佳電影 | 提名 |

### 第20屆阿根廷布宜諾斯艾利斯國際獨立電影節（英语：Buenos Aires International Festival of Independent Cinema）
| 年份 | 獲提名     | 獎項       | 結果 |
| ---- | ---------- | ---------- | ---- |
| 2018 | 《血觀音》 | 最佳劇情片 | 提名 |

## 拍攝場景
新北市
- 新北市政府大樓
- 新北市政府警察局大禮堂
- 板橋區林本源園邸
- 板橋區435藝文特區
- 貢寮區桂安漁港
- 淡水區街景

台南市
- 北區聖功女子高級中學

高雄市
- 橋頭區橋頭糖廠廠長宿舍、社宅事務所
- 旗山區大衛營高爾夫球場
- 前金區哥雅美術社
- 田寮區隆后宮
- 苓雅區香格里拉酒店
- 岡山區街景
- 旗津區街景

## 軼聞
因為片名新穎，因此有觀眾把片名與飲料店茶品鐵觀音搞混。

## 票房
台灣方面，首週三天票房為新台幣915萬元；次週票房累計至新台幣4,329萬元；第三週票房累計至新台幣6,594萬元；第四週票房累計至新台幣7,789萬元；第五週票房累計至新台幣8,338萬元；第六週票房累計至新台幣8,575萬元；最終全台票房為新台幣8,861萬元。
| 上一届： 《正義聯盟》 | 2017年台北週末票房冠軍 第48週 | 下一届： 《東方快車謀殺案》 |

## 外部連結
- 血觀音的Facebook專頁
- 互联网电影数据库（IMDb）上《血觀音》的资料（英文）
- AllMovie上《血觀音》的资料（英文）
- 爛番茄上《血觀音》的資料（英文）
- 雅虎香港電影上《血觀音》的資料（繁體中文）
- Yahoo奇摩電影上《血觀音》的資料（繁體中文）
- 開眼電影網上《血觀音》的資料（繁體中文）
- 时光网上《血觀音》的資料（简体中文）
- 豆瓣电影上《血觀音》的資料 （简体中文）